# ألفريد بيوملر
ألفريد بيوملر (بالألمانية: Alfred Baeumler)‏ (أحيانًا بيوملر ؛ تُلفظ بالألمانية: [ˈbɔʏmlɐ]؛ 19 نوفمبر 1887 - 19 مارس 1968) ، كان البيداغوجي النمساوي المولد والأيديولوجي النازي البارز. من عام 1924 قام بالتدريس في جامعة دريسدن التقنية، في البداية كمحاضر غير خاضع للتحقيقات Privatdozent . أصبح بوملر أستاذاً مشاركاً (Extraordinarius) في عام 1928 وأستاذًا كاملاً (Ordinarius) بعد عام. من عام 1933 قام بتدريس الفلسفة والتربية السياسية في برلين كمدير لمعهد التربية السياسية.

## سيرة شخصية
فيلسوف مؤثر في ألمانيا النازية، استخدم بيوملر فلسفة فريدريش نيتشه لإضفاء الشرعية على النازية. قرأ توماس مان أعمال بايملر على نيتشه في أوائل ثلاثينيات القرن الماضي، ووصف مقاطعه بأنها «نبوءة هتلر».  يذكر كتاب بوملر لعام 1931 نيتشه، دير فلسفه و بوليتيكر: 
 نُشرت كتبه في إيطاليا في أواخر التسعينيات من قبل Edizioni di Ar، وهي دار نشر يمينية متطرفة. 